# Velíkiye Luki
Velíkiye Luki (en ruso: Великие Луки, literalmente Grandes meandros) es una ciudad del óblast de Pskov, en Rusia. La surcada por el río Lovat, en una parte de su curso particularmente sinuosa, y se encuentra a 213 km al sudeste de Pskov y a 445 km al oeste de Moscú. La ciudad más cercana, a 30 km es Novosokólniki. Velíkiye Luki contaba con una población de 98.251 habitantes en 2009.

## Historia

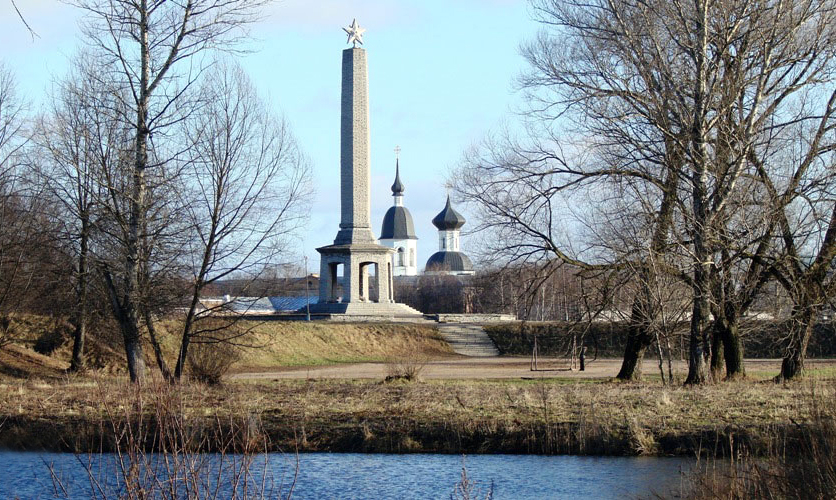
Monumento conmemorativo de la Segunda Guerra Mundial, dentro del recinto de la antigua fortaleza de Velíkiye Luki.

La ciudad es mencionada por primera vez en una crónica fechada en 1166. Tras la construcción de una fortaleza en 1211, Velíkiye Luki se convierte en una importante plaza estratégica que defiende las cercanías de Pskov y Nóvgorod. Se incorpora a Moscovia en 1478, bajo Iván III. Desde el siglo XVII era una ciudad fronteriza con la Mancomunidad de Polonia-Lituania, y de aquí se emprendieron campañas hacia Pólotsk y Vítebsk. Pierde su condición de ciudad fronteriza sólo en 1772, cuando Rusia se anexiona las regiones orientales de la Mancomunidad. Tiene estatus de ciudad desde 1777. A principios del siglo XX se convierte en un importante nudo ferroviario por la construcción de la línea Riga-Moscú.
Durante la Segunda Guerra Mundial, tuvieron lugar cerca de la ciudad violentos enfrentamientos entre los ejércitos alemán y soviético en 1941 y 1942. Durante la batalla de Velíkiye Luki, una fuerza alemana de 7000 hombres fue rodeada dentro de la ciudad, que había sido fortificada. Tras meses de intensos combates, los defensores alemanes se rindieron en enero de 1943. El asedio comportó la destrucción casi total de la ciudad.
El héroe de la Unión Soviética Aleksandr Matrósov está enterrado aquí. En las cercanías de la ciudad se encuentra la casa-museo memorial de Modest Músorgski, en la orilla de un pintoresco lago.

## Demografía
| 1897    | 1926    | 1939    | 1959    | 1970    |
| ------- | ------- | ------- | ------- | ------- |
| 8 500   | 19 600  | 34 900  | 59 000  | 85 000  |
| 1970    | 1989    | 1998    | 2002    | 2008    |
| 101 500 | 113 700 | 117 600 | 104 979 | 100 309 |

## Transporte
La ciudad está conectada por autopista (entre ellas la más importante la autopista rusa M9) con Moscú, San Petersburgo y Vítebsk; por otro lado, como se ha comentado, es un importante nudo ferroviario, disponiendo asimismo de un pequeño aeropuerto regional.

## Personalidades
- Dmitri Alénichev (1972–), futbolista.
- Serguéi Firsánov (1982–), ciclista.
- Jaritón Láptev (†1763), explorador del Ártico.
- Dmitri Láptev (1701–1771), explorador del Ártico.
- Óleg Márichev (1945–), matemático.
- Yevguenia Sínskaya (1889–1965), botánica, genetista, taxónoma, fitomejoradora, ecóloga.
- Iván Vinográdov (1891–1983), matemático.

## Ciudades hermanadas
- Maardu, Estonia
- Seinäjoki, Finlandia